# Hygophum reinhardtii
Hygophum reinhardtii és una espècie de peix de la família dels mictòfids i de l'ordre dels mictofiformes.

## Morfologia
- Els mascles poden assolir 6 cm de longitud total.
- Nombre de vèrtebres: 38-40.[4][5]

## Reproducció
Assoleix la maduresa sexual en arribar als 4,6 cm de llargària i 
és ovípar amb larves i ous planctònics.

## Depredadors
És depredat per Stenella attenuata, a les Illes Açores per Beryx decadactylus, Beryx splendens i Lepidopus caudatus, i a Rússia per Epigonus elegans.

## Hàbitat
És un peix marí i d'aigües profundes que viu entre 0-1.050 m de fondària.

## Distribució geogràfica
Es troba a l'Atlàntic oriental (des del Marroc fins a Namíbia), l'Atlàntic occidental, el sud de l'Índic, el Pacífic i el Mar de la Xina Meridional.